# Dante Argentieri
Dante Argentieri (Castelvetro Piacentino, 24 dicembre 1885 – Zurigo, 10 luglio 1956) è stato un politico italiano.

## Biografia
Figlio di una modesta famiglia dopo aver compiuto gli studi nel 1904 aderisce al movimento socialista, occupandosi di problematiche sociali e politiche. Nel 1911, adempiuti gli obblighi di leva, va a lavorare come operaio verniciatore negli Stati Uniti, dai quali torna pochi mesi dopo. Si stabilisce a Piacenza, dove ricopre l'incarico di segretario del sindacato provinciale dei contadini. Nei due anni successivi viene nominato segretario delle camere del lavoro di Modena e Brescia; in quest'ultima città assume anche la direzione del periodico Brescia Nuova.
Nel 1919 e nel 1921 viene eletto deputato socialista. Nei due mandati si occupa in particolare al problema delle carceri e a questioni sociali come il diritto alla pensione alle famiglie dei fucilati di guerra.
Perseguitato dai fascisti, che lo aggrediscono materialmente mentre parla a un convegno dei ferrovieri a Reggio Emilia, a conclusione del secondo mandato abbandona la vita politica e si avvicina al protestantesimo, inizialmente nella comunità metodista, in seguito nella chiesa Valdese. Nel 1931 è ordinato pastore e destinato per i primi tempi a Cremona. 
Nel 1940 si stabilisce in Svizzera, dove svolge la sua attività pastorale nella chiesa evangelica italiana di Zurigo, dove fonda il Gruppo del prossimo a favore dei derelitti di guerra e per i bisogni degli emigranti italiani.

## Opere
- Argante, Poesie enigmatiche, Forlì, Penombra, 1947.spazio
- Studi biblici sul Ritorno del Signore, Zurigo, 1957 (raccolta di scritti, sermoni e discorsi pubblicata postuma)